# Hispano-equatoguineans
Els hispano-equatoguineans són persones d'ascendència espanyola que resideixen o viuen a Guinea Equatorial, així com descendents d'equatoguineans nadius que viuen o han nascut a Espanya. La població que viu a Guinea Equatorial s'estima en 24.000 membres. Molts hispano-equatoquineans són d'ascendència mulata o multiracial.

## Assentament
Alguns terratinents valencians i castellans hi van establir plantacions pròsperes, i tenien un nivell cultural considerablement superior als dels espanyols que emigraven cap a Amèrica, i com que Guinea mai va ser un lloc atractiu per a l'emigració massiva. aquells espanyols que van escollir viure a Guinea generalment ho van fer per a la vista dels sous i gratificacions més elevades, disponibles només per a les classes mitjanes i professionals.
En general els espanyols no emigraven a Guinea Equatorial amb la intenció d'establir-s'hi de manera permanent, sinó de treballar-hi durant una tempirada concreta i gairebé sempre tornaven a Espanya. El resultat va ser una disminució del sentit de permanència, i un major contacte bilateral entre Espanya i els espanyols expatriats a Guinea. Tot i que un cert nombre d'espanyols havia nascut a Guinea, pocs es consideraven una altra cosa que espanyols, de la mateixa manera que els seus compatriotes a les Canàries o Ifni, i hi havia poques famílies que havien viscut contínuament a la Guinea Espanyola per més d'una sola generació.
Per aquesta raó el mestissatge fou molt menor a Guinea que en les Amèriques, ja que els colonitzadors espanyols van portar una proporció més alta de dones espanyoles, un fet evident a simple vista en el petit nombre de mulats guineans (fernandinos), en oposició a la regió caribenya d'Amèrica Llatina. No obstant això, durant els anys 1940 i 1950 es va produir un augment del nombre de mulats nascuts de dones indígenes i espanyols, majoritàriament fora del matrimoni. Rn general aquests descendents mulats van ser deixats a cura de la seva mare i de la família materna, i tenien més probabilitats d'identificar com a membres de la tribu on havien nascut nascut. La majoria es casaren o procrearen amb altres indígenes africans. Com a resultat d'aquesta època, així com altres unions interracials posteriors a la independència, hi persisteix una quantitat considerable d'ascendent d'espanyols blancs, fins i tot entre aquells amb fenotip negre o indígena. Es creu que algunes ascendències mixtes són resultat de violació, com a resultat de la servitud forçada o esclavitud durant la dominació espanyola. Sembla que algunes relacions no consentides es produïren mitjançant mètodes de corrupció i coerció emprats per diverses organitzacions de missioners cristians instal·lades allí, incloses algunes vinculades a l'Església Catòlica durant la colonització espanyola.
Des dels primers dies de la colonització espanyola, a Santa Isabel hi vivien nombrosos europeus de diverses nacions, així com krus, mendes, igbos, calabars, hausses, kriols, angolenys i saotomencs, i fins i tot un petit contingent d'asiàtics. Més encara, Bioko va experimentar l'arribada un petit nombre d'esclaus repatriats de Cuba i Brasil durant els segles XVII i XIX. La majoria dels colons espanyols van marxar després de la independència de la Guinea Espanyola en 1968. Molts més hispano-equatoguineans espanyols va sortir de la nació després de la 'brutal' legislació antiespanyola de Masie Nguema Biyogo, però després el seu nombre va augmentar considerablement.

## Llengua i religió
Des que els seus avantpassats van governar el país, van fer del castellà la primera llengua oficial nacional. També parlen segona llengua oficial del país, francès, i qualsevol de les dues principals llengües bantus, fang i bubi. Evidències indirectes del nivell cultural i educatiu dels colonitzadors espanyols a Guinea es troben en el castellà equatoguineà, que tot i tot i contenir una sèrie de diferències significatives del castellà peninsular, pràcticament no conté elements típics del nivell vulgar del castellà com al castellà d'Amèrica. Al castellà equatoguineà no s'hi troba formes anàlogues al haiga, losotros, etc. El mateix passa amb els prefixos no etimològics com arrecordar i entodavía. Les úniques deformacions fonètiques consistents són les característiques de la classe mitjana del centre d'Espanya: la reducció d´-ado a -ao, luego a logo, etc. En religió, la majoria d'ells són cristiàna, majoritàriament catòlics i alguns protestants. Els seus avantpassats va portar el cristianisme a la nació i el van convertir en un dels països amb més catòlics d'Àfrica.

## Prominents hispano-equatoguineans
- Juan Tomás Ávila Laurel
- Concha Buika
- Emilio Buale
- El Chojin
- Hijas del Sol
- Virginia Buika
- David Álvarez Aguirre
- Sergio Barila
- Rodolfo Bodipo
- Iván Bolado Palacios
- Juan Epitié Dyowe
- Rubén Epitié Dyowe
- Alberto Edjogo
- Juvenal Edjogo
- Omar Mascarell
- José Luis Rondo
- Francisco Salvador Elà
- Gregorio Salvador Elà
- Daniel Vázquez Evuy
- Benjamín Zarandona
- Iván Zarandona